# Faouzia Rekik
Faouzia Rekik, nombre de casada Faouzia Charfi, es una profesora de física y política tunecina. Ocupó la Secretaría de Estado de Enseñanza Superior e Investigación Científica de su país entre el 17 de enero y el 2 de marzo de 2011, durante los gobiernos de Mohamed Ghannouchi y Béji Caïd Essebsi.

## Biografía

### Estudios
Entre 1995 y 2001, dirigió el Institut préparatoire aux études scientifiques et techniques. También es profesora de física en la Universidad de Túnez.

### Carrera política
Durante la presidencia de Habib Bourguiba, participó en el movimiento clandestino Perspectives tunisiennes, junto a su marido Mohamed Charfi.
Tras la revolución de Túnez, Faouzia Rekik fue nombrada Secretaria de Estado de Enseñanza Superior e Investigación Científica en el gobierno de Unión Nacional y después en el gobierno de Béji Caïd Essebsi. Es una personalidad respetada en los círculos académicos., elle met en place des réformes de l’enseignement supérieur, notamment l’élection des dirigeants, l’orientation des élèves, les relations avec les entreprises, etc Dimitió en marzo del mismo año, para seguir militando por la libertad como miembro de la sociedad civil.
El mismo año denunció la imbricación de los movimientos políticos islamistas en la esfera civil: 

le projet islamiste est un projet global qui ne vise pas seulement à changer la Constitution, mais toute la société : les femmes, l'éducation et la pensée scientifique.

## Publicaciones
- Électromagnétisme, électrostatique et magnétostatique, Tunis, Centre de publication universitaire, 2009
- La science voilée, éd. Odile Jacob, Paris, 2013[2] ISBN 9782738129895
- Sacrées questions... pour un islam d'aujourd'hui, Paris, Odile Jacob, 2017, 256 p. (ISBN 978-2-7381-3486-8) 14.
- La science en pays d'Islam, Paris, Bayard, 2020, 62 p. (ISBN 978-2-227-49823-5)15.
- L’islam et la science – en finir avec les compromis, éd. Odile Jacob, Paris, 2021 ISBN 9782738156723